# 미키 가즈마
미키 가즈마(三木 一馬 미키 카즈마[*], 1977년 9월 12일 ~ )는 일본의 라이트 노벨 편집자로, 현재 아스키 미디어 웍스(구 미디어 웍스) 전격 문고 편집부 부편집장을 맡고 있다. 도쿠시마현 출신. 애니메이션화 된 작품을 다수 담당하고 있어, 관례상 미디어 믹스 섭외자로서 애니메이션의 프로듀서에 이름을 올리는 경우가 많다.

## 주요 담당 작가·작품
- 아야사키 슌: '蒼空時雨', '初恋彗星', '永遠虹路', '吐息雪色'
- 이가라시 유사쿠: '노기자카 하루카의 비밀'(와다 아츠시와 공동)
- 이루마 히토마: '거짓말쟁이 미 군과 고장난 마짱', '전파녀와 청춘남'(코야마 나오코와 공동)
- 오카유 마사키: '박살천사 도쿠로'(와다 아츠시와 공동)
- 카마치 카즈마: '헤비 오브젝트', '어떤 마술의 금서목록'
- 카와하라 레키: '액셀 월드', '소드 아트 온라인'
- 코즈키 츠카사: '레이디×버틀러!'
- 타카하시 야시치로: 'A/B 익스트림', '작안의 샤나'
- 후시미 츠카사: '13번째의 앨리스', '내 여동생이 이렇게 귀여울 리가 없어', '네코시스'(小原一哲와 공동)
- 유키 린: '발큐리아의 기갑'